# بهجت عثمان
بهجت محمد عثمان (6 يونيو 1931 - 3 يونيو 2001)، هو كاتب ساخر ورسام كاريكاتير مصري.

## حياته ونشأته
من مواليد حي بولاق 1931. من أشهر رسامي الكاريكاتير السياسي، نفي إلى الكويت في الثمانينيات بسبب رسومه الساخرة خلال عهد أنور السادات وعاد إلى القاهرة في أوائل الثمانينيات. تحول من الرسم السياسي إلى مجلات الأطفال والكتب بعد أن فقد الأمل في إصلاح الكبار على حد قوله.
درس في كلية الفنون الجميلة في القاهرة حيث درس النحت.

## مسيرته
عمل بعد تخرجه سنة في مدرسة خاصة بالمنصورة لمدة سنتين حيث بدأ رسم الكاريكاتير السياسي. قدم أعماله لدار الهلال التي رفضتها مرارا لمحتواها السياسي. مجلة روز اليوسف قبلت أعماله على الرغم من محتواها. عمل في السنة 1957 لدى جريدة المساء بدوام كامل لمدة سنتين ثم عاد بعدها لروز اليوسف لينظم إلى فريق ساهم في نجاح المجلة الاسبوعية لروز اليوسف صباح الخير. بعد عودته من المنفى في الثمانينيات عمل لدى الصحيفة المعارضة الأهلي. بالإضافة إلى أعمال الكاريكاتير، ساهم بهجت في رسم الكثير من مجلات وكتب الأطفال ومن أشهر مساهماته رسم ميثاق الطفل لمؤسسة اليونيسيف.

### المجلات التي نشرت رسومه
- روز اليوسف
- صباح الخير
- الأهلي
- المساء
- المصور
- الكواكب
- هوى
- سمير (مجلة أطفال)
- ماجد (مجلة أطفال)
- علاء الدين (مجلة أطفال)
- ميكي (مجلة أطفال)

### كتبه المنشورة
- الدكتاتورية للمبتدئين
- بهجاتوس رئيس بهجاتيا العظمى
- حكومة وأهالي
- ضحكات مجنونة جداً
- صداقة بلا حدود
- كنت حماراً

## انسحابه السياسي ووفاته
بعد اتفاق كامب ديفيد عام 1978، توقف عثمان عن رسم كاريكاتير الكبار وبدلا من ذلك بدأ في الرسم لكتب ومجلات الأطفال. كرس الكثير من أعماله للمرأة. وسافر وزوجته حمادة بدر إلى أنحاء العالم العربي لتوجيه الانتباه إلى حقوق الطفل والتعليم، فضلا عن الإسهام في تعليم الأطفال فنون مسرح العرائس في اليمن.

## جوائز
حصل على عدة جوائز منها جائزة سوزان مبارك للتميز 2001.

## وفاته
توفي عثمان في منزله يوم 3 يونيو 2001 عن سن ال 69، بعد أشهر قليلة من زوجته.